# Leo Franco
Leonardo Noeren (Leo) Franco (San Nicolás, 20 mei 1977) is een Argentijns voetbalcoach en voormalig doelman in het betaald voetbal. Hij speelde van 1995 tot en met 2016 voor achtereenvolgens Independiente, UD Mérida, RCD Mallorca, Atlético Madrid, Galatasaray SK, Real Zaragoza, San Lorenzo de Almagro en SD Huesca. Franco speelde van 2004 tot en met 2006 vier interlands in het Argentijns voetbalelftal.

## Clubvoetbal
Franco's carrière in het betaald voetbal begon in 1995 bij CA Independiente in de Primera División Argentinië. In 1997 vertrok hij naar Spanje om daar te gaan keepen voor UD Mérida in de Tercera División. Een jaar later verkaste hij naar RCD Mallorca B, op dat moment uitkomend in de Segunda División A. Daarvoor debuteerde hij op 29 augustus 1999 in de Primera División, in de verloren uitwedstrijd tegen Rayo Vallecano. Met RCD Mallorca won hij in 2003 de Copa del Rey.
In 2004 verruilde Franco Mallorca voor Atlético Madrid. Na daar vijf jaar onder de lat gestaan te hebben, trok hij in het seizoen 2009/2010 het shirt van Galatasaray S.K. aan. Hij tekende er een contract voor drie seizoenen, maar een jaar later keerde hij bij Real Zaragoza terug in Spanje.

## Clubstatistieken
| Seizoen    | Club            | Competitie         | Wed. | Goals |
| ---------- | --------------- | ------------------ | ---- | ----- |
| 1995/96    | Independiente   | Primera División   | 1    | 0     |
| 1996/97    | Independiente   | Primera División   | 1    | 0     |
| 1997/98    | UD Mérida       | Tercera División   | 0    | 0     |
| 1998/99    | RCD Mallorca B  | Segunda División A | 23   | 0     |
| 1999/00    | RCD Mallorca    | Primera División   | 30   | 0     |
| 2000/01    | RCD Mallorca    | Primera División   | 27   | 0     |
| 2001/02    | RCD Mallorca    | Primera División   | 22   | 0     |
| 2002/03    | RCD Mallorca    | Primera División   | 36   | 0     |
| 2003/04    | RCD Mallorca    | Primera División   | 33   | 0     |
| 2004/05    | Atlético Madrid | Primera División   | 37   | 0     |
| 2005/06    | Atlético Madrid | Primera División   | 34   | 0     |
| 2006/07    | Atlético Madrid | Primera División   | 32   | 0     |
| 2007/08    | Atlético Madrid | Primera División   | 19   | 0     |
| 2008/09    | Atlético Madrid | Primera División   | 32   | 0     |
| 2009/10    | Galatasaray     | Süper Lig          | 26   | 0     |
| 2010/11    | Real Zaragoza   | Primera División   | 0    | 0     |
| Bijgewerkt |                 |                    |      |       |

## Interlandcarrière
Franco speelde zijn eerste interland voor Argentinië op 18 augustus 2004 tegen Japan. Hij maakte deel uit van de selectie voor de WK-eindronde in Duitsland. In de kwartfinale tegen Duitsland viel hij in voor de geblesseerde Roberto Abbondanzieri. Dat was meteen zijn laatste optreden voor de nationale ploeg.
| Interlands van Leo Franco voor Argentinië | Interlands van Leo Franco voor Argentinië | Interlands van Leo Franco voor Argentinië | Interlands van Leo Franco voor Argentinië | Interlands van Leo Franco voor Argentinië | Interlands van Leo Franco voor Argentinië |
| №                                         | Datum                                     | Wedstrijd                                 | Uitslag                                   | Competitie                                |                                           |
| ----------------------------------------- | ----------------------------------------- | ----------------------------------------- | ----------------------------------------- | ----------------------------------------- | ----------------------------------------- |
| 1                                         | 18.08.2004                                | Japan – Argentinië                        | 1–2                                       | Vriendschappelijk                         |                                           |
| 2                                         | 04.06.2005                                | Ecuador – Argentinië                      | 2–0                                       | WK-kwalificatie                           |                                           |
| 3                                         | 17.08.2005                                | Hongarije – Argentinië                    | 1–2                                       | Vriendschappelijk                         |                                           |
| 4                                         | 30.06.2006                                | Duitsland – Argentinië                    | 1–1                                       | WK-eindronde                              |                                           |

## Erelijst
| Competitie         | Winnaar    | Winnaar    | Runner-up  | Runner-up  | Derde      | Derde      |
| Competitie         | Aantal     | Jaren      | Aantal     | Jaren      | Aantal     | Jaren      |
| Argentinië         | Argentinië | Argentinië | Argentinië | Argentinië | Argentinië | Argentinië |
| ------------------ | ---------- | ---------- | ---------- | ---------- | ---------- | ---------- |
| Confederations Cup |            |            | 1x         | 2005       |            |            |

1 Franco ·
2 Samuel ·
3 Sorín  ·
4 Zanetti ·
5 Cambiasso ·
6 Heinze ·
7 Tévez ·
8 Riquelme ·
9 Saviola ·
10 Aimar ·
11 Delgado ·
12 Lux ·
13 G. Rodríguez ·
14 Milito ·
15 Placente ·
16 Coloccini ·
17 Bernardi ·
18 Santana ·
19 M. Rodríguez ·
20 Demichelis ·
21 Figueroa ·
22 Galletti ·
23 Caballero ·
Coach: Pékerman
1 Abbondanzieri ·
2 Ayala ·
3 Sorín  ·
4 Coloccini ·
5 Cambiasso ·
6 Heinze ·
7 Saviola ·
8 Mascherano ·
9 Crespo ·
10 Riquelme ·
11 Tévez ·
12 Franco ·
13 Scaloni ·
14 Palacio ·
15 Milito ·
16 Aimar ·
17 Cufré ·
18 Rodríguez ·
19 Messi ·
20 Cruz ·
21 Burdisso ·
22 González ·
23 Ustari ·
Coach: Pékerman